# Harallamb Qaqi
Harallamb Qaqi (Tirana, 17 settembre 1993) è un calciatore albanese con cittadinanza greca, difensore dell'Elbasani.

## Carriera

### Club

#### Dalle giovanili dell'AEK Atene al Varese
Cresciuto nell'AEK Atene, nel 2012 si trasferisce in Italia giocando per una stagione e mezza nella formazione Primavera del Varese.

#### Verona e il prestito al Carpi
Nel 2013 è stato acquistato a titolo definitivo dal Verona che subito dopo lo cede in prestito secco al Carpi, squadra neo-promossa in Serie B.

#### Il prestito al Barletta
Il 10 luglio 2014 il Barletta ufficializza il suo arrivo in prestito.

### Nazionale
Nel 2011 ha giocato 2 partite con la formazione Under-18 albanese ed altri 2 incontri con la selezione Under-19.
L'11 giugno 2013 esordisce con l'Under-21 giocando la partita di qualificazione agli Europei di categoria del 2015 persa per 4-1 in casa della Bosnia-Erzegovina Under-21.

## Statistiche

### Presenze e reti nei club
Statistiche aggiornate al 10 febbraio 2021.
| Stagione            | Squadra          | Campionato      | Campionato | Campionato | Coppe nazionali | Coppe nazionali | Coppe nazionali | Coppe continentali | Coppe continentali | Coppe continentali | Altre coppe | Altre coppe | Altre coppe | Totale | Totale |
| Stagione            | Squadra          | Comp            | Pres       | Reti       | Comp            | Pres            | Reti            | Comp               | Pres               | Reti               | Comp        | Pres        | Reti        | Pres   | Reti   |
| ------------------- | ---------------- | --------------- | ---------- | ---------- | --------------- | --------------- | --------------- | ------------------ | ------------------ | ------------------ | ----------- | ----------- | ----------- | ------ | ------ |
| 2013-2014           | Carpi            | B               | 1          | 0          | CI              | 0               | 0               |                    | -                  | -                  |             | -           | -           | 1      | 0      |
| 2014-2015           | Barletta         | LP              | 5          | 0          | CI-LP           | 0               | 0               |                    | -                  | -                  |             | -           | -           | 5      | 0      |
| 2015-2016           | Partizani Tirana | KS              | 0          | 0          | CA              | 4               | 0               | UEL                | 0                  | 0                  |             | -           | -           | 4      | 0      |
| 2016-2017           | Laçi             | KS              | 35         | 2          | CA              | 5               | 0               |                    | -                  | -                  |             | -           | -           | 40     | 2      |
| 2017-2018           | Laçi             | KS              | 29         | 1          | CA              | 6               | 1               |                    | -                  | -                  |             | -           | -           | 35     | 2      |
| Totale Laçi         | Totale Laçi      | Totale Laçi     | 64         | 3          |                 | 11              | 1               |                    | -                  | -                  |             | -           | -           | 75     | 4      |
| lug. 2018-gen. 2019 | Kukësi           | KS              | 8          | 0          | CA              | 2               | 0               | UCL+UEL            | 3+1                | 0                  |             | -           | -           | 14     | 0      |
| gen.-lug. 2019      | Kamza            | KS              | 4          | 0          | CA              | 1               | 0               |                    | -                  | -                  |             | -           | -           | 5      | 0      |
| 2019-2020           | Alkī Oroklini    | B               | ?          | ?          | CC              | 0               | 0               |                    | -                  | -                  |             | -           | -           | ?      | ?      |
| 2020-gen. 2021      | Skënderbeu       | KS              | 13         | 1          | CA              | 2               | 0               |                    | -                  | -                  |             | -           | -           | 15     | 1      |
| Totale carriera     | Totale carriera  | Totale carriera | 95         | 4          |                 | 20              | 1               |                    | 4                  | 0                  |             | -           | -           | 119    | 5      |

### Cronologia presenze e reti in nazionale
| Cronologia completa delle presenze e delle reti in nazionale ― Albania under 21 | Cronologia completa delle presenze e delle reti in nazionale ― Albania under 21 | Cronologia completa delle presenze e delle reti in nazionale ― Albania under 21 | Cronologia completa delle presenze e delle reti in nazionale ― Albania under 21 | Cronologia completa delle presenze e delle reti in nazionale ― Albania under 21 | Cronologia completa delle presenze e delle reti in nazionale ― Albania under 21 | Cronologia completa delle presenze e delle reti in nazionale ― Albania under 21 | Cronologia completa delle presenze e delle reti in nazionale ― Albania under 21 |
| Data                                                                            | Città                                                                           | In casa                                                                         | Risultato                                                                       | Ospiti                                                                          | Competizione                                                                    | Reti                                                                            | Note                                                                            |
| ------------------------------------------------------------------------------- | ------------------------------------------------------------------------------- | ------------------------------------------------------------------------------- | ------------------------------------------------------------------------------- | ------------------------------------------------------------------------------- | ------------------------------------------------------------------------------- | ------------------------------------------------------------------------------- | ------------------------------------------------------------------------------- |
| 11-6-2013                                                                       | Zenica                                                                          | Bosnia ed Erzegovina under 21                                                   | 4 – 1                                                                           | Albania under 21                                                                | Qual. Europeo Under-21 2015                                                     | -                                                                               | 46’                                                                             |
| Totale                                                                          |                                                                                 | Presenze                                                                        | 1                                                                               |                                                                                 | Reti                                                                            | 0                                                                               |                                                                                 |